# Secundino Esnaola
Secundino Esnaola Berrondo (Zumarraga, Guipúscoa, 21 de maig de 1878 - Sant Sebastià, Guipúscoa, 22 d'octubre de 1929) va ser un director de cor i compositor basc.
El seu primer contacte amb la música tingué lloc a l'església parroquial de Santa María de la Asunción de Zumárraga. Juan Lino de Leturia va ser el seu primer mentor, amb qui va realitzar el seu primer aprenentatge de solfeig. Des d'edat molt primerenca va mostrar inclinació i destresa en el cant.
La seva potent veu va causar admiració a Bergara, on va ser seminarista. Després es va traslladar al Seminari Conciliar de Salamanca, on la seva inclinació innata pel món vocal el va portar a formar i dirigir un cor amb els seus companys.
Amb 21 anys va deixar el seminari i va tornar a Sant Sebastià on va treballar com a ajudant del director de música i cant de l'església parroquial de San Vicente. Allà va donar classes de solfeig i cant, i alhora va cursar estudis d'harmonia amb Bonifacio Echeverría i de contrapunt i fuga amb Julio Valdés.
El 1902, a la mort de Norberto Luzuriaga (Luxu), va ser nomenat director de l'Orfeó Donostiarra, i al cap de poc guanyà el Concurs Internacional d'Orfeons de Royan. Va injectar saba nova a l'Orfeó, permetent l'admissió de dones i nens, malgrat les protestes dels seus detractors. Norberto va convertir l'Orfeó Donostiarra en un dels millors cors de la història del món, que tenia en el Gran Casino de San Sebastián el lloc preferit per oferir recitals. Essent ja un gran director de prestigi reconegut, va continuar estudiant per a ser mestre de cant. També va compondre petits obres religioses. El Govern francès el va distingir amb el títol d'Officier d'Instruction Publique i, l'espanyol, amb la Creu d'Alfons XII. La vila de Zumárraga el va anomenar "Fill Predilecte" el 3 de juliol de 1927, quan portava 25 anys dirigint l'Orfeó. Aquell dia van arribar a Zumarraga els dos-cents components de l'Orfeó Donostiarra de l'època i van interpretar un recital a l'església. Després de la celebració d'un gran homenatge a l'ajuntament, es va fer un recital públic al frontó municipal.
El seu funeral, fet a Sant Sebastià, es va convertir en una mostra grandiosa de dolor i màxim reconeixement popular.
A Zumarraga, localitat natal de Secundino Esnaola, hi ha un carrer que porta el seu nom. A San Sebastià, un carrer del barri de Gros i una placeta adjacent porten també el nom de qui fou director de l'Orfeó Donostiarra.
Com a professor, va tenir molts alumnes com per exemple, el seu conciutadà José Luis Iturralde Pérez (1908/85).